# No va más (película)
No va más (en francés Rien ne va plus) es una película francesa, dirigida por Claude Chabrol y estrenada en el año 1997. Isabelle Huppert, Michel Serrault y François Cluzet interpretan los personajes principales.

## Argumento
Betty, una bella joven, y su compañero Víctor recorren Francia y los países vecinos en una caravana. Viven de pequeñas estafas y timos que cometen en congresos temáticos, aprovechando el poder de seducción de la mujer. Pero, su vida se complica cuando tratan de engañar al tesorero de una compañía multinacional.

## Reparto
- Isabelle Huppert : Elizabeth
- Michel Serrault : Victor
- François Cluzet : Maurice Biagnini
- Jean-François Balmer : Señor K
- Jackie Berroyer : Robert Chatillon
- Jean Benguigui : Guadeloupe
- Mony Dalmès : Señora Trotti
- Thomas Chabrol : Recepcionista

## Producción
La mayor parte del rodaje se llevó a cabo en Suiza, en el hotel Waldhaus y sus alrededores.
La música original de la película fue compuesta por Mathieu Chabrol, hijo del director de la película. La banda sonora también incluye segmentos de Noche transfigurada de Arnold Schönberg y de Tosca de Puccini, y canciones como It's a Long Way to Tipperary.

## Premios
* Fuente: Página de la película en IMDb. 
| Año  | Premio o festival                                   | Categoría                            | Nominado        | Resultado |
| ---- | --------------------------------------------------- | ------------------------------------ | --------------- | --------- |
| 1997 | Festival de San Sebastián                           | Concha de Oro a la mejor película    | Claude Chabrol  | Ganador   |
| 1997 | Festival de San Sebastián                           | Concha de Plata a la mejor dirección | Claude Chabrol  | Ganador   |
| 1989 | AFI Fest (Festival del Instituto de Cine Americano) | Gran Premio del jurado               | Claude Chabrol  | Nominado  |
| 1989 | Premios Lumières                                    | Mejor actor                          | Michel Serrault | Ganador   |